# Isola Bol'šoj Arskij
L'isola Bol'šoj Arskij (in russo остров Большой Арский, ostrov Bol'šoj Arskij) è un'isola russa, bagnata dal mare di Barents.
Amministrativamente fa parte del Kol'skij rajon, dell'oblast' di Murmansk, nel Circondario federale nordoccidentale.

## Geografia
L'isola è situata all'ingresso della baia Ara (губа Ара), nella parte sudoccidentale del mare di Barents. Dista dalla terraferma, nel punto più vicino, circa 775 m.
Bol'šoj Arskij è un'isola dalla forma allungata irregolare con una piccola strozzatura nel terzo settentrionale, che si trova quasi al centro dell'ingresso della baia Ara e poco a nordest dell'isola Malyj Arskij (остров Малый Арский).

Orientata in direzione nordest-sudovest, misura circa 1,33 km di lunghezza e 400 m di larghezza massima nella parte centrale. A sud, raggiunge l'altezza massima di 47,8 m s.l.m. A nord, raggiunge invece i 22 m d'altezza.

All'estremità settentrionale si trova un faro e poco oltre uno scoglio senza nome.

## Isole adiacenti
Nelle vicinanze di Bol'šoj Arskij si trovano:
- Isola Malyj Arskij (остров Малый Арский), 630 m a sudovest, è un'isola di forma semicircolare irregolare, sempre all'ingresso della baia Ara. (69°27′11.5″N 32°53′15″E)
- Isola Krestovyj (остров Крестовый), 2,45 km a ovest, è una piccola isola allungata, situata all'interno della baia Bol'šaja Lukovaja (губа Большая Луковая). (69°27′43.5″N 32°50′56″E)